# La Leçon d'anatomie du docteur Deyman
Pour les articles homonymes, voir La Leçon d'anatomie (homonymie).

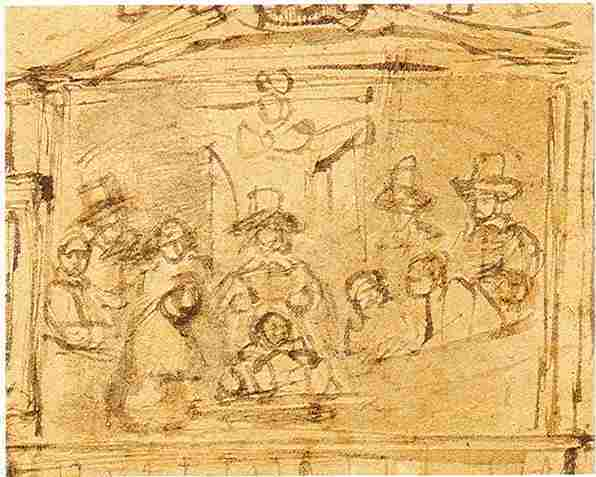
Croquis préparatoire.

La Leçon d'Anatomie du docteur Deyman (orthographe alternative Deijman) est un tableau fragmentaire de Rembrandt, peint en 1656. C'est un portrait de groupe montrant une dissection.
Appartenant aux collections du Musée d'Amsterdam, elle est montrée au public à l'Hermitage d'Amsterdam, dans le cadre d'un projet associant ces deux musées avec le Rijksmuseum.

## Historique
Le tableau a été peint par Rembrandt en 1656, sur commande de la guilde des chirurgiens d'Amsterdam. À l'origine, la toile faisait environ 2,45 m de haut et trois mètres de large. Elle représentait le docteur Jan Deyman et huit maîtres chirurgiens lors d'une leçon d'anatomie. Le tableau était l'une des œuvres les plus importantes du peintre.
Une grande partie de la toile a été détruite dans un incendie en 1723 et la peinture a ensuite été redécoupée à ses dimensions actuelles. Seuls trois personnages et deux visages ont subsisté.
Un croquis préparatoire montre l'ensemble du groupe.

## Jan Deyman
Jan Deyman (1619-1666) est un médecin hollandais. Né à Amsterdam, après ses études à Leyde, il est diplômé à Angers avant de s'installer à Amsterdam. En tant que médecin académique, il a été autorisé à effectuer des opérations internes, contrairement aux chirurgiens.
De 1653 à 1655, il est inspecteur au Collegium Medicum d'Amsterdam. En 1655, il est nommé assistant de Samuel Coster (nl), médecin au Binnengasthuis (nl), auquel il succède en 1662.
Il est praelector anatomiae (lecteur d'anatomie), fonction dans laquelle il succède à Nicolaes Tulp et qu'il remplira jusqu'à sa mort. Il sera remplacé en 1666 par Frederik Ruysch, qui restera plus de soixante ans praelector.

## Guilde des chirurgiens et leçons dupraelector

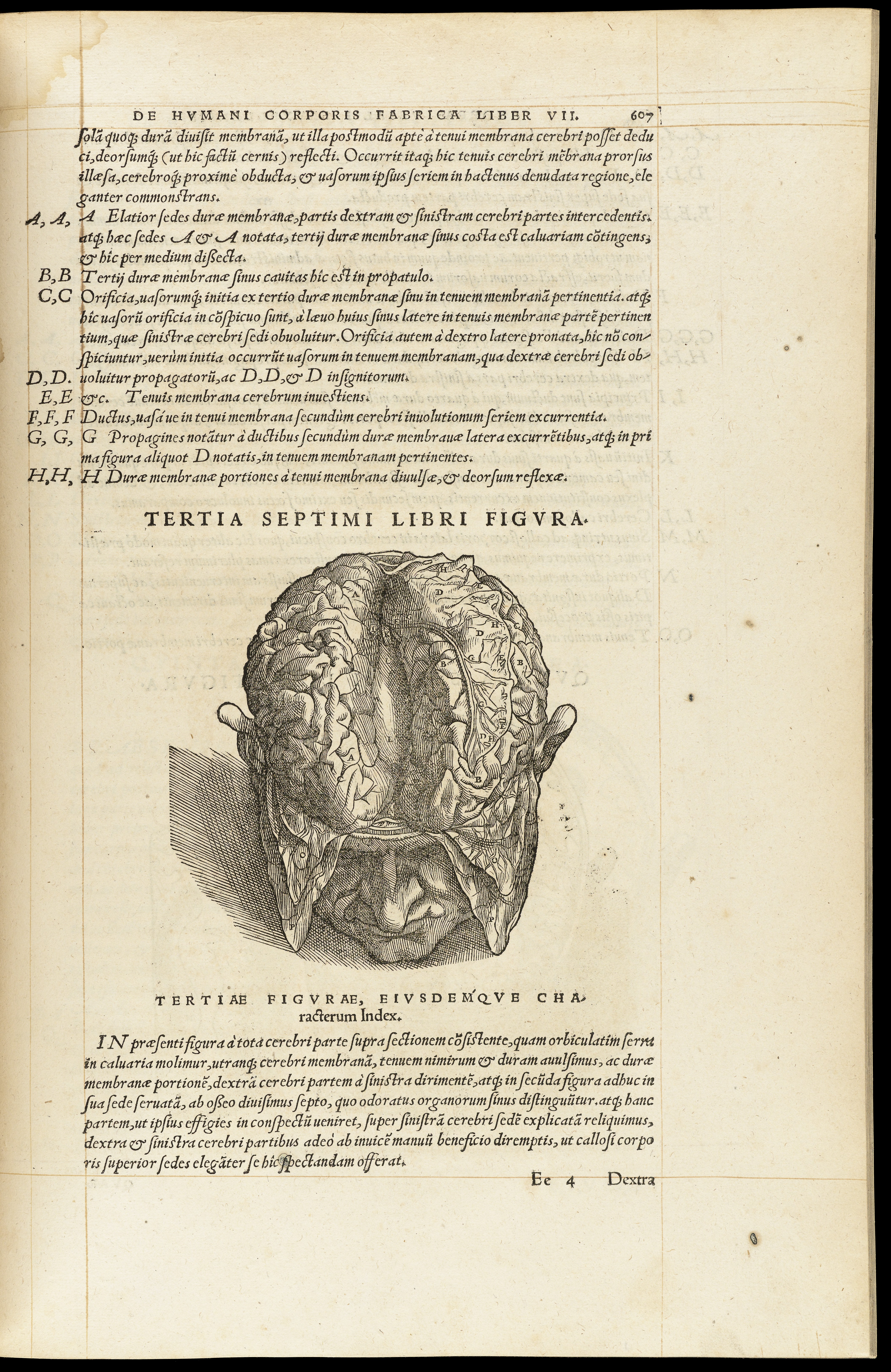
Planche du De humani corporis fabrica d'André Vésale (1543)

En qualité de praelector, nommé par la ville, Deyman est chargé de la formation et du suivi des chirurgiens, de leurs domestiques et de leurs élèves. Les chirurgiens, proches des barbiers, exercent une activité d'artisan et non une pratique médicale. Leur acte le plus fréquent est la coupe de cheveux et le rasage. Ils pratiquent leur profession dans une échoppe. Ils peuvent traiter des maladies externes et effectuer des chirurgies mineures.
Les leçons du préfet, deux fois par semaine, portent sur l'ostéologie, la zoologie, la physiologie et la chirurgie. La guilde organise une fois par an une leçon d'anatomie publique, lors de laquelle le praelector dissèque le cadavre d'un criminel exécuté. Les cours d'anatomie étaient non seulement accessibles aux membres de la guilde, mais aussi à un public extérieur.
La première leçon publique de Jan Deyman à la guilde des chirurgiens en 1656 est probablement l'origine de la commande passée à Rembrandt.

## Joris Fonteijn
Joris Fonteijn (1633 / 1634-1656), surnommé « Jan le noir » (Zwarte Jan), est originaire de Diest en Flandre. Formé comme tailleur, il sert trois ans et demi à la Compagnie néerlandaise des Indes orientales. Après son retour à Diest, en octobre 1653, il dilapide l'héritage maternel et devient délinquant. Fin 1655, il est pris sur le fait dans un cambriolage au Nieuwendijk à Amsterdam. Il est condamné à la pendaison le 27 janvier 1656 et exécuté deux jours plus tard. L'arme à feu qu'il a utilisée pendant le cambriolage est exposée au-dessus de sa tête, « pour l'édification des autres ». Par la suite, son corps est mis à la disposition des chirurgiens pendant trois jours pour leur formation, et il est enterré le 2 février au Zuiderkerkhof.

## Description du fragment conservé du tableau

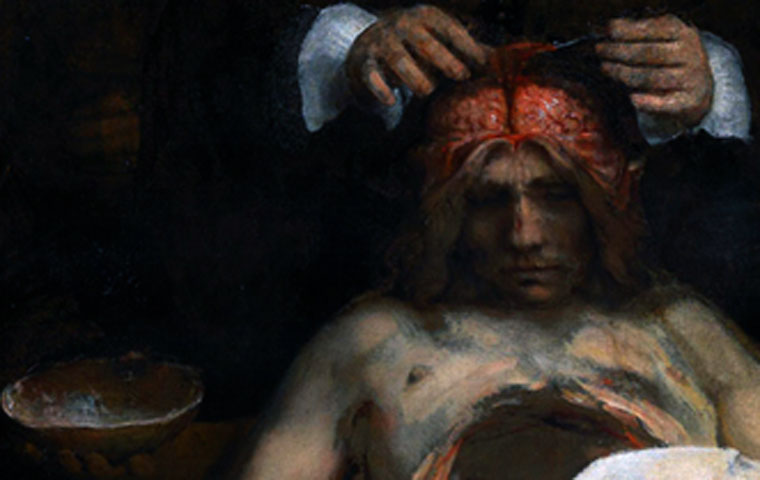
Leçon d'anatomie du docteur Deyman (détail).

La peinture montre Jan Deyman, dont on ne voit plus le visage, disséquant le cerveau d'un criminel, après son exécution par pendaison. Il s'agit du tailleur flamand Joris Fonteijn.
Jan Deyman a pour assistant le chirurgien Gisbert Calkoen (1621-1664), à la tête de la guilde des chirurgiens, qui se tient sur la gauche. Le tissu noir qui repose sur son bras était peut-être destiné à couvrir les morts entre les séances de dissection.
La dissection a commencé, conformément à l'usage, par les viscères et continue par le crâne, dont Calkoen tient la calotte dans sa main. Les méninges sont apparentes, l'étape suivante est la section horizontale du cerveau. Deyman a à la main une sonde ou un forceps.
Jean-Marie Pradier fait la description suivante de la dépouille :

« placée de face, [elle] paraît hors de la vie et hors de la mort. Le cerveau, à nu, se devine dans des rouges assombris. L'abdomen, largement ouvert, est un gouffre ouvert ... Le mort aux traits lourds est rigoureusement indéchiffrable. Ailleurs. Inquiétant. »

La main du cadre est posée sur un livre. Il est représenté avec une perspective exagérément raccourcie, qui donne au spectateur un sentiment d'être debout face à la table de dissection. Le procédé est comparable à la Lamentation sur le Christ mort d'Andrea Mantegna, que Rembrandt aurait connue par des gravures.